# Piromonas communis
Piromonas communis är en svampart som beskrevs av E. Liebet. 1910. Piromonas communis ingår i släktet Piromonas, klassen Chytridiomycetes, divisionen pisksvampar och riket svampar.   Inga underarter finns listade i Catalogue of Life.